# Brittiska Jungfruöarnas damlandslag i volleyboll
Brittiska Jungfruöarnas damlandslag i volleyboll representerar Brittiska Jungfruöarna i volleyboll på damsidan. Laget har kvalspelat till VM vid flera tillfällen, men utan att lyckas kvalificera sig för turneringen. De har som bäst tagit silver i ECVA-mästerskapet.

### Fotnoter
1. ↑  ”NORCECA - Pool A   -   Marigot, Saint-Martin” (på engelska). Fédération Internationale de Volleyball. http://www.fivb.org/EN/Volleyball/Competitions/WorldChampionships/2010/Women/Rounds/?Tourn=WQ10NO-A. Läst 9 april 2024.
2. ↑  ”Calendar 2014 World Championship Qualification” (på engelska). North, Central America and Caribbean Volleyball Confederation. https://norceca.net/2012%20Events/2014/Calendar%202014%20World%20Championship%20Qualification.htm. Läst 10 april 2024.
3. ↑  ”Group-A - Ducth St. Marteen” (på engelska). North, Central America and Caribbean Volleyball Confederation. https://norceca.net/2016%20Events/2018%20FIVB%20WC/Tournaments/ECVA/Women/WWCQT-Group-A-SXM/Group-A%20-%20Ducth%20St.%20Marteen.htm. Läst 9 april 2024.
4. ↑  ”Bulletin” (på engelska). North, Central America and Caribbean Volleyball Confederation. https://norceca.info/wp-content/uploads/2022/10/22ECVA-W-Bulletin-6.pdf. Läst 9 november 2024.